# Rother (dopływ Donu)
Rother (ang. River Rother) – rzeka w środkowej Anglii, w hrabstwach Derbyshire i South Yorkshire, dopływ rzeki Don. Długość rzeki wynosi 50,8 km.
Źródło rzeki znajduje się w pobliżu wsi Pilsley. Rzeka płynie w kierunku północnym, przepływając przez miasta Clay Cross, Chesterfield, Staveley, Killamarsh, wschodnie obrzeża Sheffield i ostatecznie Rotherham, gdzie uchodzi do Donu.